# Egon Kochanke
Egon Kochanke (* 28. März 1952 in Brühl) ist ein deutscher Diplomat

## Leben
Nach dem Abitur begann Kochanke 1972 ein Studium der Geschichte, Politikwissenschaften, Soziologie und Rechtswissenschaften an der Universität Bonn sowie der Universität Freiburg und legte 1977 das I. Staatsexamen für das höhere Lehramt ab. Danach leistete er zwischen 1978 und 1979 seinen Zivildienst bei der Nichtregierungsorganisation Eirene in Neuwied.
1980 trat er in den Auswärtigen Dienst ein und wurde nach Beendigung der Attachéausbildung 1982 Zweiter Sekretär an der Botschaft in Kanada und danach von 1985 bis 1989 Ständiger Vertreter des Botschafters in Liberia. Nach seiner Rückkehr nach Deutschland war er Referent im Parlaments- und Kabinettsreferat des Auswärtigen Amtes und während dieser Zeit zwischen 1990 und 1991 auch Wahlbeobachter der Vereinten Nationen in Haiti. Im Anschluss folgte von 1992 bis 1996 eine Verwendung als Botschaftsrat und Beauftragter für die Europäische Union an der Botschaft im Vereinigten Königreich, ehe er anschließend bis 1999 im Auswärtigen Amt Persönlicher Referent von Staatssekretär Peter Hartmann sowie stellvertretender Leiter des Büros der Staatssekretäre war.
Nach Beendigung dieser Tätigkeit folgte eine Verwendung als Ständiger Vertreter des Botschafters in Israel sowie danach von 2002 bis 2005 als Leiter des Referats Exportkontrolle (Dual-Use-Güter im nichtkonventionellen Bereich). Anschließend war er als Gesandter und Leiter der Wirtschaftsabteilung an der Botschaft in den Vereinigten Staaten tätig.
Vom August 2008 bis Juli 2012 war Egon Kochanke Botschafter der Bundesrepublik Deutschland in Namibia. Danach wurde er Regionalbeauftragter für Afrika im Auswärtigen Amt, während der bisherige Leiter des Generalkonsulats in Chicago, Onno Hückmann, sein Nachfolger als Botschafter in Namibia wurde. Von 2014 war Kochanke Botschafter in Tansania und gleichzeitig auch für die Komoren akkreditiert.